# オタフクホールディングス
オタフクホールディングス株式会社（Otafuku Holdings Co,Ltd.）は、広島県広島市西区に本社を置く日本の持株会社。お好みソースで知られるオタフクソース株式会社、酢の製造を行う、お多福醸造株式会社、関東地方を中心にソースの製造・販売を行うユニオンソースなどを傘下に置く「お多福グループ」（おたふくグループ）の事業統括会社である。

## 概要
お多福グループの源流は1922年（大正12年）、創業者の佐々木清一が広島市で酒・醤油の卸売業を始めたのが最初で、1938年（昭和13年）に醸造酢、1950年（昭和25年）にソースの製造をそれぞれ開始した。2009年（平成21年）10月1日、持株会社移転に伴い商号を（旧）オタフクソース株式会社から、お多福グループ株式会社に変更、ソース事業は会社分割により設立された（新）オタフクソース株式会社が継承した。2014年（平成26年）、商号を現在のオタフクホールディングス株式会社に再変更した。
創業以来佐々木家による非上場の同族経営であり、創業者から数えて第3世代となる従兄弟8人の家族が経営陣に入っているが、2015年（平成27年）、「家族憲章」を制定して同族経営におけるルールを明文化した。
- 株は佐々木家ファミリー8家において均等に保有し、株式の家族外譲渡を禁止する。株を保有するには入社しなければならない。
- 入社は1家族1人に制限し、入社後のえこひいきは行わない。
- 多数決はとらず全員一致まで話し合う
- 65歳で現役を退き、顧問・相談役に就任する
- 各事業会社の取締役会の半数以上を佐々木家出身者以外とする
- 憲章は5年ごとに改定する

## 事業所
本社
広島県広島市西区商工センター7丁目4-27
東京本部
東京都江東区木場5丁目6-11 オタフク東京本部ビル

## 主要子会社
- オタフクソース株式会社（広島市西区） - お好みソース、ウスターソースの製造販売。2021年4月、ユニオンソース株式会社を吸収合併。
- お多福醸造株式会社（広島県三原市） - 穀物酢、米酢、らっきょう酢の製造販売
- お好みフーズ株式会社（広島市西区） - お好み焼き専用具材（青海苔、天かすなど）の製造販売
- 株式会社ナカガワ（長崎県大村市） - 天かすの製造販売。2021年10月にグループ子会社化。
- OPP株式会社（広島市西区） - 商品の包装・梱包・発送等、パッケージング全般

### 海外現地法人
- Otafuku Foods,Inc.（アメリカ・カリフォルニア州）
- 大多福食品（青島）有限公司（中国・山東省青島市）
- OTAFUKU SAUCE MALAYSIA SDN. BHD.（マレーシア・セランゴール州）